# Marguerite de Huntingdon
Pour les articles homonymes, voir Marguerite d'Écosse.
Marguerite de Huntingdon (Margaret of Huntingdon en anglais, 1145-1201), ou Marguerite d'Écosse, est une princesse écossaise, seconde fille d'Henri de Northumberland, comte de Northampton, de Huntingdon et de Northumberland, et d'Ada de Warenne.
Elle est duchesse de Bretagne et comtesse de Richmond de 1160 à 1171, par son mariage à Conan IV de Bretagne, ainsi que comtesse de Hereford par son mariage à Humphrey III de Bohun.

## Biographie

### Famille
Marguerite naquit en 1145, seconde fille d'Henri de Northumberland, le fils du roi David Ier d'Écosse et de Maud de Huntingdon. Marguerite a une sœur aînée, Ada, ainsi que deux jeunes sœurs, Mathilde et Marjorie. Deux de ses frères, Malcolm et Guillaume, furent rois d'Écosse. Son autre frère, David, fut comte de Huntingdon de 1185 à 1219. Ses grands-parents maternels sont Guillaume II de Warenne, 2e comte de Surrey, et Isabelle de Vermandois, petite-fille du roi Henri Ier de France.

### Unions et descendance
En 1160, Marguerite épouse, en premières noces, Conan IV, duc de Bretagne et comte de Richmond. De cette union naissent au moins quatre enfants, dont deux seulement survivent :
- Constance (v. 1161-1201), duchesse de Bretagne ;
- au moins deux enfants morts en bas âge[4],[note 2] ;
- peut-être un fils, Guillaume (encore en vie vers 1200)[5],[1],[note 3].

Conan décède en 1171 et Marguerite devient veuve à l'âge de vingt-six ans. En 1174, elle épouse en secondes noces Humphrey III de Bohun, fils d'Onfroy/Humphrey de Bohun et de Marguerite de Gloucester. Elle devient alors comtesse de Hereford. De cette union naissent :
- Henri de Bohun, comte d'Hereford ;
- Mathilde de Bohun (- ap. 1184/85)[6].

Selon certaines hypothèses, Marguerite aurait eu une autre fille, avec Conan ou Humphrey :
- Marguerite[1],[2],[note 4], épouse de Pedro Manrique de Lara.

- Walter de Washington ;
- William de Washington (v. 1183–v. 1239), époux d'Alice de Lexington et ancêtre de la famille de Washington ;
- Marjorie de Washington, qui épouse en premières noces David de Lindsay, par qui elle fut l'ancêtre de Sir Robert de Pinkeney, et en secondes noces Sir Malcolm FitzWaldeve, dit Sir Malcolm de Ingoe.

Marguerite meurt en 1201 et est inhumée dans l'abbaye de Sawtry, du comté du Huntingdonshire.

## Représentation en littérature
Marguerite de Huntingdon est un personnage secondaire du roman Devil’s Brood (2008) de Sharon Kay Penman (en).

### Source
- (en) Cet article est partiellement ou en totalité issu de l’article de Wikipédia en anglais intitulé « Margaret of Huntingdon, Duchess of Brittany » (voir la liste des auteurs).